# CEIP Lluís Piquer
El CEIP Lluís Piquer és un edifici noucentista de Parets del Vallès (Vallès Oriental) és una obra noucentista inclosa a l'Inventari del Patrimoni Arquitectònic de Catalunya. Hi ha l'Escola Lluís Piquer.

## Edifici
Edifici aïllat de planta rectangular compost de diversos cossos de planta baixa, aixecat respecte el terreny. Actualment la façana principal té adossat un cos de planta baixa que l'oculta en part. Els diferents cossos es cobreixen amb teula àrab a dues o quatre vessants, acabades amb una imbricació de peces ceràmiques. Els buit són de proporció vertical. Les façanes estan arrebossades i pintades. A la façana posterior s'hi ha adossat una rampa d'accés.

## Història
El 1926, l'ajuntament encapçalat per Cristòfol Ferrer Albà, aconseguí del ministeri la construcció d'un edifici escolar. L'ajuntament comprà els terrenys i encarregà el projecte de l'arquitecte Marià Romaní Rius. L'escola s'inaugurà el setembre de 1928 durant la dictadura de Primo de Rivera.
Lluís Piquer és el nom del mestre d'escola que va morir assassinat durant la Guerra Civil.